# ニュージーランドクイナ
ニュージーランドクイナ（学名：Gallirallus australis）は、ツル目クイナ科に分類される鳥類の一種。

## 分布
ニュージーランド（固有種）

## 形態
全長50〜53cm、重さはオスで約1kg、メスは約700g。翼は萎縮し、飛ぶ事が出来ない。太い嘴と、地上生活に適応した頑丈な脚を持つ。

## 生態
草地や低木林の藪を主な住処としている。走るのが速く、必要ならば泳ぐ事も出来る。雑食性で草の新芽や種子、昆虫や小動物を食べる。地上性の鳥類の巣を襲い、卵や雛を捕食する事もある。クイナ類としては割と警戒心の薄い方である。